# Acanthinus myrmecops
Acanthinus myrmecops är en skalbaggsart som först beskrevs av Thomas Casey 1895.  Acanthinus myrmecops ingår i släktet Acanthinus och familjen kvickbaggar. Inga underarter finns listade i Catalogue of Life.